# Constitución de Malta
La Constitución de Malta (en maltés Konstituzzjioni ta' Malta, en inglés Constitution of Malta) es la ley fundamental de la República de Malta. Entró en vigor el 21 de septiembre de 1964, día en que el país se independizó del Reino Unido.
Fue adoptada por votación popular con un 54% de votos favorables.
En 1974 la Constitución fue revisada durante el gobierno del primer ministro laborista Dom Mintoff con motivo de la declaración de Malta en República y la substitición como jefe de Estado de la Reina Isabel II por el de un presidente.

## Contenido
En su artículo primero la Constitución declara que la República de Malta es "una república democrática basada en el trabajo y en el respeto de los derechos y libertades fundamentales del indiviudo". Declara que la República de Malta es un estado soberano y activamente neutral. Declara en su artículo segundo que la religión de Malta es la Iglesia Católica Apostólica Romana, consagrando el reconocimiento del poder que ejerce el catolicismo en la sociedad y en el Estado de Malta. Declara que el idioma maltés es el idioma nacional y que el maltés y el inglés son idiomas oficiales. 